# Flyverhjemmeværnet
Flyverhjemmeværnet (FHV) er en del af Hjemmeværnet. Den overordnede myndighed i Flyverhjemmeværnet (FHD) er Flyverhjemmeværnsdistriktet, hjemhørende på Flyvestation Karup, som desuden har et kontor i Jonstruplejren, hvorfra man støtter de østlige eskadriller. Tidligere var Flyverhjemmeværnet delt op i to distrikter, et i vest, med base i Aalborg, og et i øst, med base i Jonstruplejren nord for Ballerup. Flyverhjemmeværnet har 5.294 medlemmer, hvoraf 1.930 er aktive fordelt på 28 hjemmeværnseskadriller og to flyverhjemmeværnsdelinger (HVE), ledet af ulønnede kaptajner.

## Fly
Flyverhjemmeværnet råder over to Britten-Norman Defender BN2A-26 fly som man har leaset.. Flyene har seks timers udholdenhed i luften og er udrustet med en række sensorer til overvågning og eftersøgning. Piloterne er frivillige i hjemmeværnet med civilt CPL-certifikat (Commercial Pilot License). Piloterne og besætningsmedlemmerne screenes ved Forsvarets Rekruttering i Jonstrup, efter samme krav som de fastansatte militære piloter og besætningsmedlemmer i Flyvevåbnet. 
Tidligere rådede man over otte enmotors privatfly, der blev fløjet af hjemmeværnsfolk med mindst PPL-certifikat (Flyverhjemmeværnet uddanner ikke piloter), under navnet "Hjemmeværnets Flyvende Delinger", også kaldet HFD.

## Opgaver
Flyverhjemmeværnets primære opgave er overvågning ved hjælp af de to fly samt bevogtning og nærforsvar af Flyvevåbnets faciliteter. Flyverhjemmeværnet indgår i Hjemmeværnets generelle beredskab til støtte for det civile samfund i relation til miljø- og katastrofeindsats.
Derudover støtter Flyverhjemmeværnet især Flyvevåbnet med støtte til uddannelse af deres soldater, blandt andet agerer soldater fra FHV "hunter force" på Flyvevåbnets SERE-øvelser. I flyverhjemmeværnet har man desuden mulighed for at få Flyvevåbnets 4-måneders uddannelse til bevogtningsassistent samt Security Force.

## Eskadriller
Flyverhjemmeværnet består af 28 eskadriller og to delinger:
- HVE: Hjemmeværnseskadrille
- STHVE: Stabshjemmeværnseskadrille
- FSD: Flyverhjemmeværnsdeling

| Eskadrille | Navn                  | Garnison                                                                       |
| ---------- | --------------------- | ------------------------------------------------------------------------------ |
| FSD231     | Stevns                | Faxe                                                                           |
| HVE220     | Nordvestsjælland      | Kalundborg                                                                     |
| HVE221     | Arresø                | Radarhoved Multebjerg                                                          |
| HVE223     | Værløse               | Værløse                                                                        |
| HVE225     | Roskilde              | Roskilde Lufthavn                                                              |
| HVE227     | Københavns lufthavn   | Københavns lufthavn                                                            |
| HVE228     | Københavns lufthavn   | Københavns lufthavn                                                            |
| HVE230     | Midt- og Vestsjælland | Sorø                                                                           |
| HVE232     | Sydsjælland-Møn       | Næstved                                                                        |
| HVE233     | Lolland-Falster       | Sakskøbing                                                                     |
| HVE240     | Odense                | Højstrup                                                                       |
| HVE242     | Sydfyn                | Svendborg                                                                      |
| HVE243     | Langeland             | Torpe                                                                          |
| HVE260     | Vendsyssel            | Understed                                                                      |
| HVE261     | Skive                 | Skive                                                                          |
| HVE265     | Hvidsten              | Randers                                                                        |
| HVE266     | Aalborg               | Aalborg Lufthavn                                                               |
| HVE270     | Flyvende eskadrille   | Flyvestation Aalborg og Roskilde Lufthavn                                      |
| HVE272     | Vestjylland           | Ringkøbing                                                                     |
| HVE273     | Ikast                 | Herning                                                                        |
| HVE274     | Østjylland            | Aarhus                                                                         |
| HVE275     | Djursland             | Tirstrup Lufthavn                                                              |
| HVE277     | Karup                 | Flyvestation Karup                                                             |
| HVE280     | Billund               | Vejle                                                                          |
| HVE281     | Vestjylland           | Varde                                                                          |
| HVE282     | Kongeåen              | Brørup                                                                         |
| HVE283     | Trekanten             | Kolding                                                                        |
| HVE284     | Skrydstrup            | Flyvestation Skrydstrup                                                        |
| HVE286     | Alssund               | Kliplev                                                                        |
| STHVE200   | -                     | Flyvestation Aalborg Flyvestation Karup Flyvestation Skrydstrup Jonstruplejren |

## Luftmeldekorpset
I 1934 blev Luftmeldetjenesten oprettet med frivillige der indrapporterede flyvning over dansk territorium. I 1952 blev Luftmeldetjenesten integreret i Flyverhjemmeværnet som Luftmeldekorpset, indtil det blev nedlagt i 2004. Et synligt bevis på Luftmeldekorpset har været de mindst 160 luftmeldetårne, der blev opstillet rundt omkring i Danmark.